# アレクサンドル・シューロフ
アレクサンドル・シューロフ（Alexander Shurov　1957年10月31日- ）は旧ソ連の柔道選手。階級は95kg級。

## 人物
1976年のヨーロッパジュニア軽重量級で優勝すると、1977年には95kg級で2連覇した。1981年の日本国際柔道大会では決勝でフランスのロジェ・バションを破って優勝した。1982年の世界学生では優勝するが、嘉納杯では決勝で諏訪剛に敗れて2位だった。

## 主な戦績
- 1976年 - ヨーロッパジュニア　優勝(軽重量級)
- 1977年 - ヨーロッパジュニア　優勝
- 1978年 - ソ連国際　2位
- 1981年 - 日本国際柔道大会 優勝
- 1982年 - ソ連国際　2位
- 1982年 - 世界学生　優勝
- 1982年 - 嘉納杯　2位

(出典)。